# Зебенштајн
Зебенштајн општина је у округу Нојенкихен у Аустрији, држава Доња Аустрија. На попису становништва 2011. године, општина Зебенштајн је имала 1.326 становника.

## Географија
Шратенбах се налази у индустријском округу у Доњој Аустрији. Територија општине покрива површину од 9,09km² од чега је 62,71% површине шумовито. Град обухвата парк природе Зебенштајн и историјску област Туренстурза. У граду се налази дворац Зебенштајн. Терен око Зебенштајна је брдовит на југу, а на севере је равница. Највиша тачка је 606 m надморске висине, која се налази на 1 км источно од Зебенштајна. На подручју око Зебенштајна постоји много планина са необичним називима. У околини Зебенштајна расте углавном мешовита шума. Зебенштајн и околина су прилично густо насељени, (75 становника на km²).

## Клима
Подручје Шратенбаха је део хемибореалне климатске зоне. Просечна годишња температу је 8 °C (46 °F) Најтоплији месец је јул, кад је просечна температура 20 °C (68 °F), а најхладнији је јануар са −4 °C (25 °F). Просечна годишња сума падавине је 1074 мм. Највлажнији месец је јул, са просеком од 144 мм падавина, а најсушнији је децембар са 40 мм.

## Насеља
У општини Шратенбах спадају следећа три села (према статистичким подацима о броју становника из јануара 2017. године):
- Зшилтерн (499)
- Зебенштајн (913)
- Золграбен (2)

## Историја
У далекој прошлости ова област је била део римске провинције Норик.
16. априла 1972. године у Зебенштајну се десио земљотрес јачине магнитуде 5,3 по Рихтеру.

## Религија
Према подацима пописа из 2001. године 84,4% становништва су били римокатолици, 3,8% евангелисти и 0,5% муслимани. 0,3% становништва се изјаснило да нема никакву верску припадност.

## Политичка ситуација
Након изненадне и неочекиване смрти градоначелника Валтера Ендла, који је умро 18. јануара 2011. године, за новог градоначелника изабран је Гералд Павловић 1. фебруара 2011. године. Начелник одељења је Ева Грабнер. На локалним избора 2015. године у општини је победила Социјалдемократска партија Аустрије освојивши 11 мандата, а АНП је била на другом месту освојивши 6 мандата и трећа је била Слободарска партија Аустрије која је освојила 2 мандата.
Тренутни градоначелник је Марион Ведл.

## Грб
Општина Зебенштајн добила је грб резолуцијом доње аустријске владе 14. новембра 1978. године.
Грб Зебенштајна је златни штит на коме се налази велика кула са црвеним кровом и три округла прозора, а у средини куле се налази црвени заштитни штит.
Градско веће Зебенштајна је одобрило боје грба "жуто-бело-плава"

## Знаменитости Зебенштајна
- Замак Зебенштајн

- Католичка црква 1811. година
- Католичка црква св. Андреаса у готичком стилу из 1290. године у Зебенштајну.[7]

## Природни споменици
- Парк природе Забенштајн